# Aleksej Sergeevič Suvorin
Aleksej Sergeevič Suvorin (in cirillico: Алексей Сергеевич Суворин) (Koršev, 11 settembre 1834 – Puškin, 11 agosto 1912) è stato un editore, giornalista e scrittore russo il cui impero editoriale esercitò una considerevole influenza durante gli ultimi decenni dell'Impero russo.

## Biografia

### Formazione e inizi professionali
Figlio di un militare reduce della battaglia di Borodino, nacque in un remoto villaggio nella Gubernija di Voronež dove studiò e si dedicò all'insegnamento di storia e geografia, dopo un breve periodo nelle forze armate.
Trasferitosi nel capoluogo della provincia, iniziò la sua esperienza da giornalista, scrivendo anche alcune corrispondenze al giornale moscovita La parola russa, con cui riuscì a mettersi in luce, e che lo portarono all'assunzione come responsabile della critica letteraria. A seguito di questo partì per Mosca. In questo periodo scrisse anche alcuni racconti, uno dei quali venne pubblicato su Sovremennik.
Dopo la chiusura della testata si dedicò alla stesura di una Storia del periodo dei torbidi e la Vita del patriarca Nikon, lavori di non eccelso spessore storico, dal chiaro intento divulgativo ma che ebbero un buon riscontro di pubblico, ricevendo anche l'apprezzamento di Lev Nicolaevič Tolstoj.

### Scrittore nella capitale
Nel 1863, si trasferì a San Pietroburgo per lavorare nella redazione de Il messaggero di San Pietroburgo, dove ebbe modo farsi conoscere divenendo un apprezzato giornalista di ispirazione liberale. Qui scrisse alcuni feuilletons con lo pseudonimo di A. Bobrovskij, riscontrando un notevole successo; questo lo invogliò a riunirli tutti in un volume, Gente di ogni tipo. Appunti di vita contemporanea. Dal momento che questi suoi lavori erano già passati al vaglio della censura, il visto non fu ritenuto necessario, ma nella stesura definitiva ne inserì alcuni inediti, tra cui uno, nel quale descrisse, con taglio compassionevole, l'arresto e la condanna di Nikolaj Gavrilovič Černyševskij, scrittore e critico radicale, uno dei leader del movimento rivoluzionario democratico.
A seguito di un fallito attentato ai danni dello zar Alessandro II, nel 1866, la politica di contenimento e repressione del dissenso fece inasprire l'attività della censura, coinvolgendo anche Suvorin, il cui libro venne bandito e distrutto, con relativa condanna dell'autore a tre mesi di carcere. Scontata la pena, ricominciò la sua attività di scrittore di feuilleton, usando come pseudonimo Lo sconosciuto. Il suo equilibrio, l'acutezza e l'intelligenza dei suoi lavori lo fecero tornare al favore dei lettori. In questo periodo le sue posizioni sono riconducibili a un illuminato moderatismo liberale e vagamente occidentalista.

### La costruzione di un impero editoriale
Una solida situazione economica, un successo sempre crescente e un ottimo intuito per gli affari lo porteranno, tra il 1875 e il 1876 a rilevare, assieme al collega V. I. Lichačëv, il quotidiano Novoe Vremja (Tempo nuovo), che all'epoca contava millecinquecento abbonati. L'attività della nuova gestione sarà improntata a un ampliamento dell'offerta, con nuove rubriche e supplementi, e all'allargamento delle firme dei collaboratori. Con un occhio sempre attento agli umori e alle esigenze dell'uomo qualunque, con una linea editoriale su posizioni moderate e filogovernative, la testata nel giro di pochi anni aumentò notevolmente la tiratura, arrivando, nel momento di maggior diffusione, a contare trentacinquemila abbonati.
Le sue capacità imprenditoriali, la scaltrezza, l'intuito e la competenza lo fanno diventare un editore di primissimo piano. La sua idea di pubblicare una collana di libri, "Classici a buon mercato", ebbe un enorme successo, arrivando a trecento titoli editi. Con perspicacia fiutò l'importanza della distribuzione per il mercato editoriale, iniziando così ad aprire delle librerie per tutta la Russia, in particolare nelle stazioni ferroviarie. Con quello che si stava definendo come un impero economico, Suvorin diversificò suoi investimenti: nel 1895 divenne il maggiore azionista di un teatro che in seguito prenderà il suo nome, diventando teatro Suvorin. Qui vi insediò il Circolo artistico letterario, con un repertorio che spaziava da drammi di spessore con lavori di Ibsen, Turgenev e Ostrovskij a melodrammi di cassetta più votati al gusto popolare.

### Il rapporto con Čechov

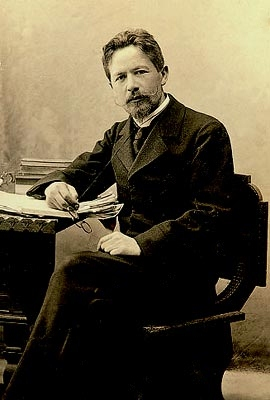
Anton Čechov

Nel 1885 ebbe luogo l'incontro con Anton Čechov, che segnerà il percorso evolutivo del grande drammaturgo. In quel momento l'editore di Čechov era Nikolaj Aleksandrovič Lejkin, direttore del giornale umoristico Oskolki (Schegge), che ne ospitava i racconti, e fu lui che lo introdusse nell'ambiente letterario pietroburghese. Suvorin, incoraggiato dal giudizio estremamente favorevole di Dmitrij Vasil'evič Grigorovič, propose al giovane medico-scrittore un contratto decisamente vantaggioso rispetto a quello con Leikin: una retribuzione tripla, nessun limite alla lunghezza dei lavori da pubblicare e nessun limite di tempo per la consegna. Lo spinse poi ad abbandonare l'uso degli pseudonimi, convincendolo ad usare il proprio nome. Per Čechov fu la svolta.

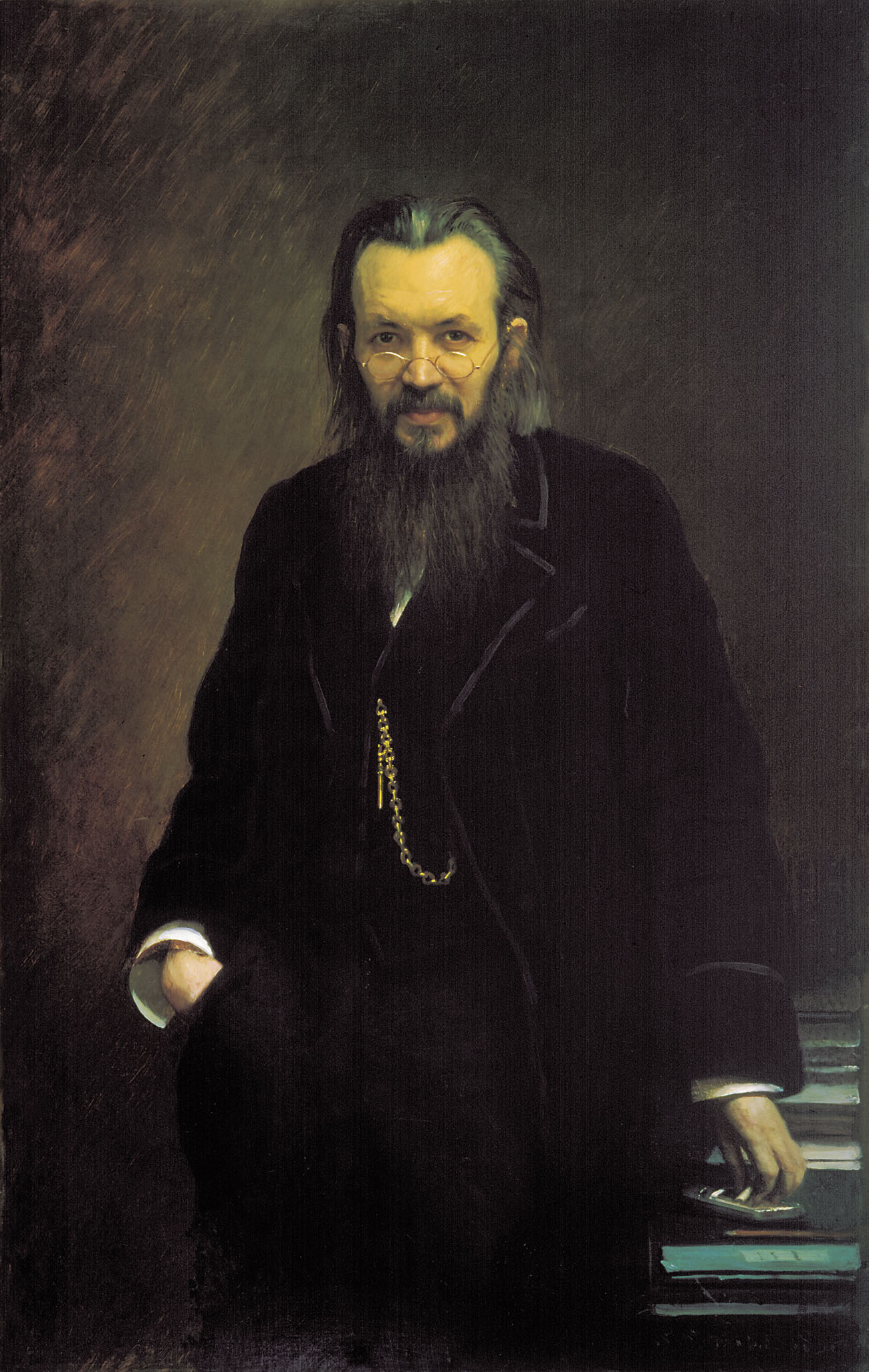
Kramskoj, Ritratto di A. S. Suvorin

Nonostante la differenza d'età l'amicizia che si instaurò tra i due fu profonda e sincera. Lo scrittore ricevette da Suvorin le stesse attenzioni che si potevano ricevere da un padre, avendo l'editore dei figli quasi suoi coetanei, ospitandolo nella sua grande casa e nella sua famiglia. Diventò per Čechov consigliere, spalla e sostegno, nella sua dimora riservò un'ampia stanza per accoglierlo; lo stesso Čechov ascoltò sempre con attenzione le critiche e i rilievi sul proprio lavoro provenienti dal più anziano editore, considerando e seguendo i suggerimenti. In questa situazione di profonda interazione arrivarono anche a prospettare una scrittura a quattro mani di alcuni lavori, quali Tat'jana Repina e Lešij, che però vennero in seguito scritti il primo unicamente da Suvorin, il secondo da Čechov.
Lo strettissimo rapporto tra l'editore e lo scrittore proseguì senza interruzioni per quattordici anni, anche quando la linea editoriale del Novoe Vremja, con il passare degli anni, andava posizionandosi verso un conservatorismo sempre più reazionario. Čechov, sebbene consapevole di questo processo, cercò in qualche modo di ignorarlo, rivendicando fermamente per sé un'autonomia di pensiero e una lontananza dagli schieramenti. Ma gli episodi si accumulano, fino ad arrivare al caso Dreyfus, dove, a fronte della rigida presa di posizione di Novoe Vremja in favore dei colpevolisti, e quindi contro Émile Zola, Čechov prese pubblicamente le distanze dalla testata che ospitava le sue opere. Contestualmente a questo episodio, nel 1898, si fece avanti Adól’f Fëdorovič Marks, editore di grande rilievo e concorrente di Suvorin, con la proposta di pubblicare la sua opera completa con un compenso esorbitante. Lo scrittore, dopo molte titubanze, e nonostante il figlio di Suvorin stesse curando, senza molta convinzione, un progetto analogo, alla fine accettò.
Il rapporto tra i due proseguì ancora per qualche anno, senza la intensa frequenza degli anni precedenti. Alla morte di Čechov, nel luglio del 1904, Suvorin si presentò presso la sua casa, accolto dalla sorella di lui, Marija Pavlovna, facendo esplicita richiesta di riavere indietro tutte le sue lettere. Queste erano conservate dallo scrittore con estrema accuratezza, e non fu difficile per la sorella rintracciarle e restituirle al loro mittente. Di questo epistolario, quindi, non si ha la benché minima traccia, in quanto Suvorin, verosimilmente, lo distrusse, mentre conservò buona parte delle lettere di Čechov, trecentotrentasette. Il movente per questo episodio non è chiaro, ma si può ragionevolmente arrivare a supporre un Suvorin preoccupato per i contenuti delle sue stesse lettere, dove poteva emergere il profilo di una personalità non così convintamente reazionaria e che, in un momento politicamente piuttosto grave (di lì a qualche mese sarebbe scoppiata la rivoluzione del 1905) poteva risultare compromettente e minare in qualche modo la solidità di quell'impero che aveva costruito, con molta abilità e scaltrezza, impero che riuscì a sopravvivere ben oltre la sua morte, avvenuta l'11 agosto 1912, e che si dissolse solamente col disfacimento dello stesso impero russo, nel 1917, a seguito della rivoluzione d'ottobre.

## Opere

### Prosa (elenco parziale)
- Vsjakie (Tutti), 1866
- Očerki i kartniki (Saggi e immagini), 1875
- V konce veka. Ljubov' (Alla fine del secolo. L'amore), 1893
- Pis'ma k V. V. Rozanovu (Lettere a V. V. Rozanov), 1913
- Teatral'nye očerki (Saggi teatrali, 1866-1876), 1914
- Dnevnik (Diario), 1923

### Teatro
- Medea (con V. P. Burenin), 1883
- Tat'jana Repina, 1889